# Ekstra Weekend
Ekstra Weekend (deutsch: Ekstra Wochenende) war eine Radiosendung der niederländischen öffentlich-rechtlichen Rundfunkanstalt NTR. Sie wurde seit dem 1. September 2006 jeden Freitagabend von 19.00 bis 22.00 Uhr auf dem Sender 3FM ausgestrahlt. Die Moderatoren waren die in den Niederlanden sehr populären Gerard Ekdom und Michiel Veenstra, das Wortspiel „Ekstra“ im Namen der Sendung ist ein Kofferwort aus den Familiennamen beider DJs. Fehlt einer der regulären DJs, springt Domien Verschuuren unter dem Pseudonym „Iemand Anders“ (Jemand Anderer) ein. Auch der Produzent der Sendung, Tjitse Leemhuis, ist regelmäßig in der Sendung mit am Mikrofon (unter dem Pseudonym „Tjibbe Tjibsma“). Mit der Sendung am 13. Dezember 2013 wurde Ekstra Weekend eingestellt.

## Die Sendung
Ekstra Weekend machte sich in besonderem Maße die Möglichkeiten der elektronischen Kommunikation zunutze. Die Sendung wurde – wie die meisten Radiosendungen auf 3FM – zugleich als Videostream über die Internetseite des Senders verbreitet (lange bevor dies in Deutschland üblich wurde). Während üblicherweise bei 3FM stationäre, im Lauf der Zeit auch dreh- und schwenkbare Webcams zum Einsatz kamen, wurden bei Ekstra Weekend in den letzten Jahren im Studio zusätzlich Kameraleute mit mobilen Kameras eingesetzt. Einzelne Aspekte der Sendung waren für den reinen Radiohörer nur mehr teilweise nachzuvollziehen oder blieben schlicht verborgen (z. B. die Pet-Shop-Boys-Parodien der Moderatoren, während Musik lief). Die Moderatoren standen während der Sendung zudem in engem Kontakt mit den Hörern, wobei – neben dem Telefon – ursprünglich das Studiofax zum Einsatz kam, später auch SMS, die auch im Stream eingeblendet wurden, sowie immer stärker soziale Medien wie Twitter und Facebook. Dies führte zu einem regen Austausch der Moderatoren mit den Hörern, aber auch der Hörer untereinander. Zum Teil wurden von Hörern erstellte Inhalte während der Sendung genutzt, manchmal sendeten auch die Moderatoren während oder kurz nach der Sendung eigene Fotos und Videos aus dem Studio über verschiedene Kanäle.
Die Sendung war als „Webcam-Show“ ein Zwitter zwischen Radio- und Fernsehformat. Produziert wurde im normalen 3FM-Radiostudio ohne die professionellen Ansprüche eines TV-Programmes (z. B. waren die Kameras hinsichtlich Weißabgleich, Helligkeit, Bildauflösung etc. kaum aufeinander abgestimmt, oft unscharf und verwackelt; auf spezielles Licht, Studioausstattung, Maske etc. wurde weitgehend verzichtet). Der Videostream erinnert in seiner Optik an den Look vieler Amateur-Videos und spricht damit ein internetaffines Publikum an, das der Sendung entsprechend häufig via Internet folgt (oder auf dem niederländischen Digital-TV-Kanal 101 TV, der die Sendung seit dem 6. März 2009 ebenfalls ausstrahlt).
Die Sendung war Nachfolger der Sendung Lantinga & Swijnenberg und lief, seitdem Wouter van der Goes zum Sender Q-Music wechselte. Nach Van der Goes’ Ausscheiden übernahmen Coen Zwijnenberg und Sander Lantinga seinen Sendeplatz am Nachmittag mit der Coen und Sander Show. Hierdurch wurde ein Sendeplatz am Freitagabend frei, der mit Ekstra Weekend belegt wurde.
Am 2. Oktober 2009 wurde bekanntgegeben, dass Ekstra Weekend für den niederländischen Radiopreis „De Gouden RadioRing“ (deutsch: Der goldene RadioRing) nominiert worden war. Am 1. Oktober 2010 wurde die Sendung erneut für diesen Publikumspreis nominiert; in beiden Fällen hat die Sendung den Preis jedoch nicht erhalten.

## Programmpunkte

### De uuropener (Stunden-Jingle)
Jede Sendung beginnt mit einem Eröffnungs-Jingle. Die Jingles werden vom 3FM-DJ Eric Corton eingesprochen.

### De weekendroep (Der „Wochenende-Ruf“)
Nachdem zu Beginn der Sendung zwei Lieder gespielt wurden, eröffnen Gerard und Michiel offiziell das Wochenende. Dazu holen sie tief Luft und schreien anschließend gemeinsam „Weekend“.

### De Voicelift
Gerard und Michiel spielen einen O-Ton einer berühmten Person, deren Stimme verzerrt ist, ab. Wenn die Hörer denken, die richtige Antwort zu wissen, können sie im Studio anrufen. Der erste Anrufer nennt, in der Regel, den Namen Ron Brandsteder, woraufhin Michiel in allen Ecken des Studios sowie vor der Studiotür nachschaut, ob Ron Brandsteder wirklich dort ist. Gerard lässt ein Fragment eines lachenden Ron Brandsteders hören. Michiel hatte am 20. Februar 2009 den Schreck seines Lebens bekommen, als Rick Brandsteder hinter der Tür stand. Am 17. Dezember 2010 war Ron Brandsteder erstmals tatsächlich live in der Sendung.

### Ekstra Weekend brievenbus (Der Ekstra-Weekend-Briefkasten)
Michiel und Gerard lesen Post von Hörern vor. Dazu läuft im Hintergrund der Beginn des Liedes „I.G.Y.“ von Donald Fagen als Endlosschleife. Oft treffen Briefe ein, die angeblich von Zuhörern aus Deutschland stammen. Allerdings enthalten die Texte häufig Fehler, die zeigen, dass der Absender keinesfalls Deutscher ist. Es wird die Deutsche Nationalhymne abgespielt, Gerard liest schreiend den Brief vor und persifliert dabei den hässlichen Deutschen.

### Wisseling van de wacht (Der Wachwechsel)
Um 20:30 Uhr (aber fast immer später) wechseln Ekdom und Veenstra die Sitzplätze im Studio. Dies wird verbunden mit viel Geschrei, danach lassen sich Ekdom und Veenstra erschöpft wieder auf die Sitze fallen. Für den Studiogast ist dies meist ein erstaunliches Erlebnis, weil er keine Ahnung hat, was die beiden DJs machen – und vor allem warum.

### Die Ekstra-Weekend-Wettervorhersage
Michiel Veenstra liest schnell und unverständlich die Wettervorhersage. Die Aussprache karikiert typische DJ-Attitüden, völlig unverständliche Witze sorgen für große Heiterkeit.

### Uit het raam („Aus’m Fenster raus“)
Bei diesem Programmpunkt wird ein größeres Objekt, meist ausrangierte Studiotechnik, Computer etc., aus dem Studiofenster auf die Straße geworfen. Üblicherweise darf dies der Gast tun. Die Lautstärke beim Zerschellen auf dem Boden wird gemessen und in eine Hitliste aufgenommen. Fester Bestandteil der Aktion ist eine telefonische Warnung an die Security des Studiogebäudes. Einige Wachleute haben bereits ihre eigenen Jingles, die eingespielt werden, wenn sie sich am Telefon melden. Beliebtester Jingle ist der von „Jean-Paul“. Wenn Jean-Paul nicht im Dienst ist, werden die Wachleute oft gebeten, sich dennoch mit „Jean-Paul“ am Telefon zu melden, um eine Gelegenheit zu haben, diesen Jingle abzuspielen.

### 5 Vragen (Die 5 Fragen)
Für Studiogäste gibt es eine Liste mit fünfzig Fragen, von denen jeder Gast aber nur fünf auswählen soll. Der Gast nennt eine Zahl zwischen 1 und 50 und beantwortet im Folgenden die dazugehörige Frage.
Die Fragerunde wird immer mit den Worten „Wij hebben hier een lijstje met 50 vragen“ (Wir haben hier eine Liste mit 50 Fragen) eröffnet. Das führt meist zu Verwirrung bei den Gästen, weil sie denken, sie müssten alle Fragen beantworten.

### Het geheime woord (Das geheime Wort)
Ein Anrufer kann Preise gewinnen, mittels eines im Voraus vereinbarten Wortes. Der Anrufer ruft einen Freund an, der nicht weiß, dass er im Radio ist. Dieser Freund soll das Wort durch diverse Hinweise erraten. Es handelt sich meist um Wörter, die im täglichen Leben nicht gebraucht werden. Wenn der Freund das Wort erraten hat, klingt die Polka-Version von „She’s too fat for me“ von James Last, und die anwesenden Personen tanzen singend durch das Studio. Seit dem Jahr 2011 gibt es auch eine Karnevalsversion des Liedes.

### Operation DJ Sandstorm
In jeder Sendung wird ein kurzer Mix von ungefähr fünf Minuten Länge gespielt. Dieser Mix wird jede Woche von DJ Sandstorm produziert und enthält circa fünf verschiedene Lieder.

### De Kazoo Classic
In jeder Sendung wird ein Lied, in dem bei der Aufnahme ein Kazoo benutzt wurde, gespielt. Zu Beginn jeder Sendung ist es immer der Song „And So They Say“ von David Schnitter.

## Trivia
- Wenn ein Lied von den Pet Shop Boys gespielt wird, ertönt der „Pet Shop Boys Alarm“. Beim Abspielen des Songs setzen sich Gerard einen Hut, versehen mit einer roten Rundumkennleuchte, und Michiel einen Verkehrsleitkegel (Pylon) auf den Kopf und parodieren die typischen Musikvideos der Pet Shop Boys.
- Sobald das Wort „früher“ fällt, legen die Discjockeys einen Pappbecher auf ihre Mikrofone. Dadurch entsteht der typische blecherne Klang alter Radio- und Fernsehsendungen. Die darauf folgende Konversation bezieht sich meist auf Themen der Vergangenheit.
- Oft verhalten sich die beiden DJs irrational. Als Rechtfertigung für ihr Verhalten sagen sie dann: „Gewoon omdat het kan!“ (Einfach weil es möglich ist!)